# Liste von Persönlichkeiten aus Losone
Diese Liste enthält in Losone geborene Persönlichkeiten und solche, die in Losone ihren Wirkungskreis hatten, ohne dort geboren zu sein. Die Liste erhebt keinen Anspruch auf Vollständigkeit.

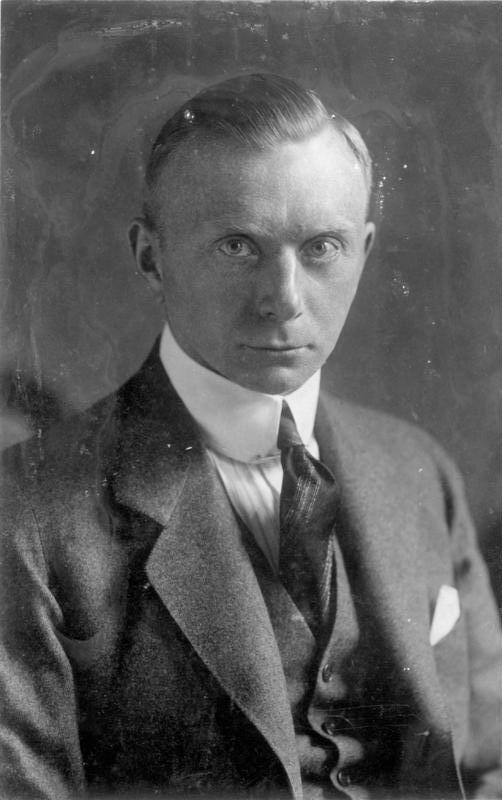
Werner von Rheinbaben

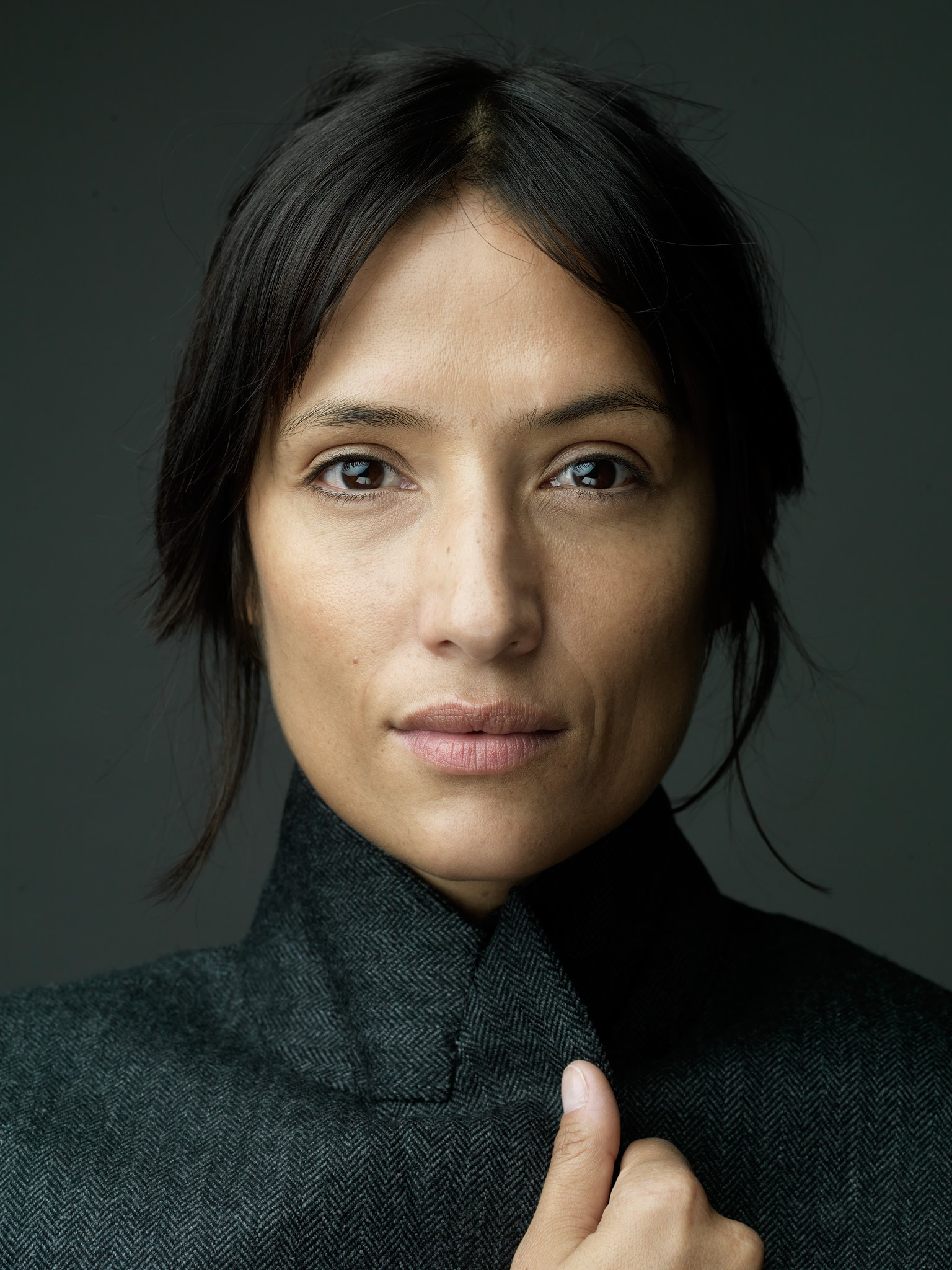
Melanie Winiger

## Persönlichkeiten
(Sortierung nach Geburtsjahr)
- Martino Adami (* um 1330 in Losone; † nach 1366 ebenda), 1366 genannt als Vertreter von Losone im Rate der Pieve von Locarno und Ascona[1]
- Werner von Rheinbaben (1878–1975), deutscher Politiker (DVP), Diplomat und Publizist
- Julius Schmidhauser (1893–1970 in Losone), Schweizer Philosoph
- Emanuele «Lello» Bianda (* 1912 in Losone; † 1990 in Ascona), Flughafenbetreiber und «Signor Ascona»[2]
- Lucio Battaglia (* 1929 in Losone; † 2003 in Rom), Kunstmaler[3]
- Innocente «Cente» Pinoja (* 1927 in Arcegno, Losone; † 12. Februar 2017 ebenda), Gemeinderat und Tessiner Grossrat;[4] Autor von Un pizzico di storia d’Arcegno (Losone 1994)[5]
- Ulrico Hess (1939–2006), ein Schweizer Berufsoffizier (Korpskommandant).
- Günther Tschanun (1941–2015), Architekt, Chef der Zürcher Baupolizei und Vierfachmörder; verbrachte seinen Lebensabend im Losone, wo er auch starb
- Manuele Bertoli (* 29. September 1961 in Balerna, aus Novaggio), Lehrer, 1988 Rechtsanwalt, Tessiner Grossrat und Staatsrat, wohnt in Losone[6][7]
- Melanie Winiger (1979), Model und Filmschauspielerin, in Losone aufgewachsen
- Matteo Tosetti (1992), Fussballspieler